# 鲁非
鲁非（1930年—2019年12月10日），男，原名赵东鲁，曾用名鲁飞，黑龙江五常人，中国话剧、电影和电视剧演员。

## 生平
1930年生于黑龙江省五常县。1947年任东北文工一团演员。1948年任东北电影制片厂演员。1953年转入北京电影制片厂。1957年中央戏剧学院表演干修班结业。后在中央实验话剧院担任演员。1959年回到北京电影制片厂任演员。出演的电影代表作有《风暴》、《红旗谱》、《停战以后》、《T省的八四、八五年》等。在1972年译制电影《瓦尔特保卫萨拉热窝》中为男主角巴塔·日沃伊诺维奇配音。1980年后转入电视剧表演。
1986年获第六届全国优秀电视剧飞天奖优秀男配角奖（《新星》中饰演顾荣）。1987年获第1届中国电影表演学会金凤凰奖。2011年获中国电影金凤凰奖特别荣誉奖。
2019年12月10日去世，享年89岁。